# Pompej Veliki
Pompej Veliki, punim imenom Gnej Pompej Veliki (lat. Gnaeus Pompeius Magnus) (Rim, 29. rujna 106. pr. Kr. - Peluzij, 29. rujna 48. pr. Kr. ), rimski vojskovođa i trijumvir od 59. pr. Kr. do 49. pr. Kr.; uz Cezara najčuveniji vojskovođa svog vremena, Pompej je poražen u građanskom ratu s Cezarom i pogubljen.

## Mladost
Pompej je bio sin Gneja Pompeja Straba, vrlo bogatog i utjecajnog političara. Mladi Pompej je odrastao uz svog oca i pratio ga u vojnim pohodima.Strabo je u ratu između Lucija Kornelija Sule i Gaja Marija bio na Marijevoj strani. Kada mu je otac umro, mladi Pompej je naslijedio njegovo bogatstvo, politički utjecaj i značajnu vojnu silu.
Pompej je 83. pr. Kr. stao s vojskom od tri legije na stranu Sule, kada se ovaj vratio u Italiju i krenuo na Rim. Ovaj politički savez ubrzao je Pompejevu karijeru. Sula je 82. pr. Kr. postao apsolutni diktator, a Pompej njegov saveznik. Sula je naredio svojoj unuci Emiliji, koja je bila trudna i udana, da se razvede kako bi se mogla udati za mladog Pompeja. Pompej se odmah razveo od svoje supruge Antistije i oženio Emilijom.
Iako još mlad, Pompej je dobio od Sule povjerenje i ovlasti da se obračuna s Marijevim pristašama koji su se nalazili u Siciliji i rimskoj provinciji Africi. Pompej je pokazao popriličnu okrutnost prema svima koji su pokazivali znakove otpora. Čuvena je njegova rečenica kada su se ljudi bunili na njegove metode provođenja vladavine: „Prestanite nam citirati zakone, mi nosimo oružje!” Nakon brojnih pobjeda u Africi, Pompeja su njegove trupe proglasili imperatorom i dali mu nadimak „Veliki”. Navodno je čak i sam Sula smislio taj nadimak. Prema tradiciji, Pompej je na povratku u Rim zatražio od senata da proslavi trijumf. Senat ga je odbio a Pompej se stacionirao s vojskom ispred Rima i odbio otići dok senat ne pristane. Tada se umiješao Sula i pristao da Pompej proslavi trijumf.
Nakon toga Pompej je zatražio titulu prokonzula, jer je bio premlad da postane konzul. Ova mu je titula trebala biti formalnost jer je Pompej, zajedno s Kvintom Cecilijem Metelom Piom, određen da se ode boriti protiv Kvinta Sertorija. Sertorije je bio posljednji Marijev pristaša i održao se na vlasti u Hispaniji. Gerilski rat je trajao 76. pr. Kr.-71. pr. Kr. Nije bilo većih vojnih sudara, a rat je završio kada je Sertorije pao u atentatu.
Pompej se odazvao na poziv senata i Marka Licinija Krasa vratio u Italiju 71. pr. Kr. U Italiji je trajala pobuna robova pod vodstvom Spartaka, Treći robovski rat.
Kras je pobijedio Spartaka u bitci kod Lukanije, 71. pr. Kr. Pompej je uništio velik dio robovske vojske koji je pobjegao, oko 5,000 ljudi. Iako je Kras najzaslužniji za poraz Spartaka, Pompej je uspio taj pothvat pripisati sebi.Zatim je u Rimu proslavio drugi trijumf, za pobjedu u Hispaniji.
70. pr. Kr. Pompej je, zajedno s Krasom, po prvi put izabran za konzula.

## Borba protiv Pirata i pohodi na Istoku
67. pr. Kr. Pompej je od senata dobio diktatorske ovlasti da uništi pirate u Sredozemnom moru. U senatu su isprva i konzervativna frakcija i optimati bili protiv da Pompej preuzme zapovjedništvo. Ali kada je plebejski tribun prijedlog dao na glasovanje, prihvaćen je velikom većinom. Ovaj zadatak Pompej je uspješno završio za samo nekoliko mjeseci, gotovo u potpunosti istrijebivši sredozemne pirate.
Pompej se nije vraćao u Rim, već je odmah krenuo u Malu Aziju. Tu je preuzeo zapovjedništvo od Lucija Lucinija Lukula u ratu s pontskim kraljem Mitridatom VI. Pompej je pobijedio Mitridata VI. u bitci kod Lykosa, 66. pr. Kr. Pont je, nakon Mitridatove smrti 63. pr. Kr., postao nova rimska pokrajina Pont. Pobijedio je i armenskog kralja Tigrana II. Velikog i prisilio ga da se odrekne svih dotad osvojenih područja. Tigran je zatim postao rimski saveznik i nastavio vladati Armenijom. Svrgnuo je i Antioha XIII., oko 64. pr. Kr.
Sirija je postala rimska provincija, a Antioh XIII. posljednji vladar dinastije Seleukida. Zauzeo je Jeruzalem, a Judeja je postala poluneovisna provincija pod rimskom kontrolom. Ovo osvajanje i organizacija istočnih rimskih provincija smatra se najvećim Pompejevim dostignućem. 
29. rujna 61. pr. Kr., na svoj 45. rođendan, Pompej je u Rimu proslavio svoj treći trijumf. Bio je to nezaboravan događaj. Dva puna dana uzmjenjivale su se ogromne parade i povorke zarobljenika, vojske, zabavljača i gladijatora koji su demonstrirali prikaze bitaka. Da bi upečatljivo završio festival i slavlje, Pompej je organizirao veliki banket i donirao novac rimskom narodu. Time je još više povećao svoju popularnost.

## Prvi trijumvirat
Nakon serije vojnih pohoda i stalnog ratovanja, Pompej je prešao na politiku. Raspustio je svoje legije i krenuo u političku karijeru. U senatu su mu se i dalje suprotstavljali konzervativci. Saveznik mu je bio Kras, s kim je prije dijelio mjesto konzula. U isto vrijeme Gaj Julije Cezar se također natjecao za funkciju konzula. Pompej je s Cezarom i Krasom 59. pr. Kr. sklopio prvi trijumvirat. Pompej i Kras su svojim vezama pomogli Cezaru pri izboru za konzula, a ovaj im je uzvratio brineći se za njihove osobne interese.
Pompej je zatim oženio Juliju, Cezarovu jedinu kćer. Iako je ovo bio brak iz interesa, ljubav Pompeja i Julije je bila obostrana.
Iako je Pompej bio imenovan guvernerom Hispanije, ostao je u Rimu gdje se brinuo za upravu grada. God. 56. pr. Kr. trijumvirski ugovor između Pompeja, Cezara i Krasa je obnovljen. 55. pr. Kr. Pompej i Kras su imenovani za konzule, a Cezar za prokonzula, svi na rok od pet godina. Iste godine otvoreno je Pompejevo kazalište, tada najveće kazalište u svijetu koje je moglo primiti od 12 do 27.000 gledatelja. God. 54. pr. Kr. Julija je umrla tijekom porođaja. Kras je poginuo u bitci kod Harana (53. pr. Kr.) kada su rimsku vojsku porazili Parti predvođeni Surenom. Krasova smrt je poremetila ravnotežu moći. U međuvremenu Cezar je širio svoj utjecaj brojnim pobjedama u Galskom ratu. Za to se vrijeme Pompej približio senatu i okrenuo protiv Cezara.

## Građanski rat
Nakon prekida trijumvirskog ugovora, Pompej je oženio Korneliju Metel, kćer Scipia Metela. Zajedno sa Scipiom, Pompej postaje konzul po treći put. Koristeći svoje ovlasti kao konzul, Pompej je donio mnoge zakone u vezi sudstva i vojske.Brojni zakoni su išli u smjeru protiv Cezara. Pompej je osobno zatražio zabranu produživanja funkcije prokonzula Cezaru u odsustvu, već se trebao vratiti u Rim, a najprije raspustiti vojsku. Cezar je 49. pr. Kr. prešao s jednom legijom rijeku Rubikon i time započinje građanski rat između Pompeja i Cezara.
Pompej je zajedno sa saveznicima napustio Rim i povukao se na jug Italije.Rat je bio neizvjestan sve dok Pompej nije poražen u bitci kod Farsala, 48. pr. Kr. Pompej je zajedno sa svojom ženom Kornelijom pobjegao u Egipat. Ptolemej XIII. ga je ljubazno primio i dao mu jedan brod na raspolaganje. Na 59. rođendan, Pompej je pozvan na malu proslavu rođendana. Ubijen je po nalogu Ptolemeja XIII. koji je htio time pridobiti Cezara. Pompej je ubijen odsjecanjem glave. Njegov prijatelj Filip organizirao mu je jednostavan sprovod i kremirao ga. Cezar je u Egipat stigao nešto poslije. Na dočeku je primio Pompejevu glavu i prsten u košari. Plutarh tvrdi da je Cezar počeo plakati kada je vidio taj prizor. Cezar je Pompejev prah i prsten dao udovici Korneliji koja ga je sahranila u Italiji.

## Ostavština
Za antičke povjesničare i one kasnijih rimskih vremena, Pompej je bio čovjek koji je postigao izvanredne uspjehe vlastitim snagama, ali je izgubio snagu i na kraju bio žrtva izdaje. Plutarh ga opisuje kao rimskog Aleksandra Velikog, čistog srca i uma, kojega su razorile cinične ambicije onih oko njega. Ovaj portret je naslijeđen tijekom renesanse i baroka, kao na primjer u djelu Corneliusa, Smrt Pompejeva (1642.).